# Eliminacje do Pucharu Narodów Afryki 2008/Grupa 10
Eliminacje Pucharu Narodów Afryki 2008 odbywają się między 2 września 2006 a 12 października 2007, czyli miesiąc dłużej niż zaplanowano. Drużyny zostały przydzielone do 11 grup po 4 drużyny w każdej i 1 grupie z 3 drużynami. Do finałów zakwalifikuje się 12 zwycięzców grup oraz 3 drużyny z 2. miejsc (z grup 2-11). W grupie 10 szansę na bezpośredni awans miał zwycięzca grupy. Drużyna z 2. miejsca awansowałaby, gdyby miała wystarczająco dużo punktów, żeby być jedną z trzech najlepszych drużyn z 2. miejsc.

## Drużyny
1. Demokratyczna Republika Konga
2. Libia
3. Namibia
4. Etiopia

## Tabela
| Drużyna                       | Pkt | M | Z | R | P | Br+ | Br- | +/- |
| ----------------------------- | --- | - | - | - | - | --- | --- | --- |
| Namibia                       | 10  | 6 | 3 | 1 | 2 | 9   | 8   | +1  |
| Demokratyczna Republika Konga | 9   | 6 | 2 | 3 | 1 | 8   | 6   | +2  |
| Libia                         | 8   | 6 | 2 | 2 | 2 | 7   | 6   | +1  |
| Etiopia                       | 6   | 6 | 2 | 0 | 4 | 5   | 9   | -4  |

Uwagi:
- Namibia awansowała do Pucharu Narodów Afryki 2008.

## Wyniki
| 3 września 2006 15:00 CET | Etiopia · Dawit Mebratu 15' | 1 - 0 | Libia | Addis Abeba Stadium, Addis Abeba |
|                           |                             |       |       |                                  |

| 3 września 2006 | Demokratyczna Republika Konga · Blaise Lelo Mbele 31' · Dieudonne Kalulika 67' · Christian Kinkela 80' | 3 - 2 | Namibia · Sydney Plaatjies 37' 60' | Stade des Martyrs, Kinszasa |
|                 | |       |                                    |                             |

| 7 października 2006 | Namibia · Quinton Jacobs 18' (k) | 1 - 0 | Etiopia | Sam Nujoma Stadium, Windhuk |
|                     |                                  |       |         |                             |

| 8 października 2006 22:30 CET | Libia · Khaled Hussein 63' | 1 - 1 | Demokratyczna Republika Konga · Dikilu Bageta 40' | June 11 Stadium, Trypolis |
|                               |                            |       |                                                   |                           |

| 25 marca 2007 18:00 CET | Libia · Salem Al Rewani 12' · Tarik El Taib 61' | 2 - 1 | Namibia · Victor Helu 88' | June 11 Stadium, Trypolis |
|                         |                                                 |       |                           |                           |

| 29 kwietnia 2007 12:00 CET | Demokratyczna Republika Konga · Serge Mputu Mbungu 29' · Lomana LuaLua 52' (k) | 2 - 0 | Etiopia | Stade des Martyrs, Kinszasa |
|                            |                                                                                |       |         |                             |

| 1 czerwca 2007 16:30 CET | Etiopia · Saladeen Said 30' | 1 - 0 | Demokratyczna Republika Konga | Addis Abeba Stadium, Addis Abeba |
|                          |                             |       |                               |                                  |

| 2 czerwca 2007 16:00 CET | Namibia · Collin Benjamin 5' | 1 - 0 | Libia | Sam Nujoma Stadium, Windhuk |
|                          |                              |       |       |                             |

| 16 czerwca 2007 16:00 CET | Namibia · Michael Pienaar 40' | 1 - 1 | Demokratyczna Republika Konga · Pitshou Matumona 27' | Sam Nujoma Stadium, Windhuk |
|                           |                               |       |                                                      |                             |

| 17 czerwca 2007 20:00 CET | Libia · Ahmed Zuway 11' 48' · Salem Al Rewani 23' | 3 - 1 | Etiopia · Fikru Tefera 59' | June 11 Stadium, Trypolis |
|                           |                                                   |       |                            |                           |

| 8 września 2007 16:30 CET | Demokratyczna Republika Konga · Shabani Nonda 45' (k) | 1 - 1 | Libia · Khaled Hussein 50' | Stade des Martyrs, Kinszasa · Sędzia: Kokou Djaoupe ( Togo) |
|                           |                                                       |       |                            |                                                             |

| 8 września 2007 16:30 CET | Etiopia · Birhanu Bogale 44' · Salhadin Said 73' | 2 - 3 | Namibia · Rudolph Bester 70', 81' · Muna Katupose 90' | Addis Abeba Stadium, Addis Abeba · Sędzia: Ahmed Auda ( Egipt) |
|                           |                                                  |       |                                                       |                                                                |